# Fritz Scharenberg

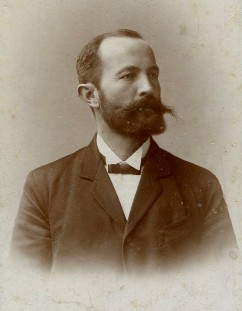
Fritz Scharenberg

Friedrich Wilhelm Scharenberg (* 31. Oktober 1846 in Neustrelitz; † 7. Februar 1916 in Neubrandenburg) war ein deutscher Jurist und Gerichtsrat, tätig in Stargard und Neubrandenburg. 

## Leben
Fritz Scharenberg war der Sohn des Hofrats, Justizkanzlei- und Konsistorialsekretärs Theodor Scharenberg (1820–1899) und der Clara Beselin (1822–1893), Tochter der Friederike Wilhelmine von Flotow (1798–1831). Nach dem Abitur Michaelis 1866 am Gymnasium Carolinum in  Neustrelitz ging Scharenberg in Heidelberg (1866), Berlin und Rostock (1869)  dem Studium der Rechtswissenschaften nach. Er war Bürgermeister der Stadt Stargard (1877), Amtsrichter in Stargard (1879), Amtsrichter in Neubrandenburg (1883) und Landes-Polizeidistricts-Commissarius (1896) im Neubrandenburger Distrikt. Am 1. Januar 1899 wurde Scharenberg zum Gerichtsrat in Neubrandenburg ernannt. Kurz vor seinem Tod bekam Scharenberg am 1. Januar 1914 das Ritterkreuz des Hausorden der Wendischen Krone verliehen.
Sein Sohn war der spätere Amtshauptmann von Hagenow, Wolfgang Scharenberg (1883–1969).